# Олокун
Олокун — оріша, у міфології йоруба бог або дух моря. Аналог грецького Посейдона.
В релігії Йоруба бог-творець мав труднощі створити суходіл, оскільки Олокун постійно його пожирав. Тож врешті Орунміла, оріша мудрості, зв'язала Олокуна золотими ланцюгами. Олокун відповідає за потопи та корабельні аварії, але також надає сили і впевненості. Олокуна зображали у вигляді чоловіка з рибами замість ніг.
В релігії народу едо Олокун — син бога-творця Осанобуа й тісно пов'язаний з надприродною силою ритуального й політичного правителя королівства Беніну Оби..
У синкретичній релігії Сантерія Олокун пов'язаний з орішею моря й материнства Ємайя.